# Кай Лео Йоганнесен
Кай Лео Йоганнесен (фар. Kaj Leo Johannesen, нар. 28 серпня 1964, Торсгавн) — фарерський політик. 12-й прем'єр-міністр Фарерських островів. Перебував на посаді з 26 вересня 2008 по 15 вересня 2015 року. Був головою Союзної партії Фарерських островів «Самбандсфлоккурін» (з 2004 по 2015 рік). До того був футболістом, що грав на позиції воротаря, грав за збірну Фарерських островів. Також вів приватний бізнес — торгівля рибопродукцією та грав у гандбол.

## Спортивна кар'єра
Один з відомих фарерських футболістів, багато сезонів був основним гравцем клубу «ГБ Торсгавн», в складі якого тричі ставав чемпіоном Фарер: 1988, 1990 та 1998 років. Зіграв 299 матчів у національній лізі Фарер.
1991 року дебютував в офіційних матчах у складі національної збірної Фарерських островів і всього провів у формі головної команди країни 4 матчі, в тому числі у відбіркових турнірах до Євро-1992 (проти майбутніх переможців турніру, збірної Данії), чемпіонату світу 1994 року (повні матчі проти Бельгії і Кіпру).
Перебуваючи в тіні більш відомого широкому колу вболівальників Єнса Кнудсена, Йоганнесен вісімнадцять матчів фарерської збірної провів на лавці в ролі незадіяного запасного голкіпера, в тому числі 12 вересня 1990 року в пам'ятній грі відбірного турніру Євро-1992, коли дебютанти в міжнародних турнірах фарерці піднесли великий сюрприз, обігравши збірну Австрії з рахунком 1:0.
Також грав у гандбол за клуб «Кінділ», за який зіграв 163 матчі і забив 625 голів.

## Титули і досягнення
- Чемпіон Фарерських островів (4): 1988, 1990, 1998, 2004
- Володар Кубок Фарерських островів (7):  1984,  1987,  1988,  1989,  1992,  1995,  1998

## Політична кар'єра
Кай Лео Йоганнесен був членом міської ради Торсгавну у 1997—2000 роках, представляючи Союзну партію. З 2002 року став членом Фарерського парламенту (Løgting). У 2004 році він став головою консервативно-ліберальної Союзної партії. З 2004 по 2008 рік — міністр закордонних справ.
На парламентських виборах у січні 2008 року Союзна партія посіла друге місце, отримавши 7 місць у 33-місному парламенті. Проте вона опинилася в опозиції, оскільки партія-переможниця сформувала коаліцію з соціал-демократичною партією і Фарерським центром партій. 24 вересня 2008 року коаліція розпалася. Нову коаліцію сформували Союзна партія, Фарерська народна партія і Соціал-демократична партія Фарер. 26 вересня 2008 року Кай Лео Йоганнесен став новим главою уряду.
Йоганнес став першою в історії людиною, що грав за футбольну збірну, а згодом очолив уряд країни. Хоча слід зауважити, що Фарерські острови політично не є повністю суверенною державою, при тому, що вони мають винятково широкою автономією в складі Данського королівства. Цікаво, що очолювана Йоганнесеном Союзна партія якраз виступала проти проголошення Фарерами державної незалежності, про що на розташованому в Північній Атлантиці архіпелазі з населенням 48 тисяч чоловік ще з часу закінчення Другої світової війни ведеться активна політична боротьба. У світовій історії двічі бували випадки, коли колишні гравці національних футбольних збірних були близькі до того, щоб стати політичними лідерами своїх країн. У 1980 році Альберт Гудмундссон програв президентські вибори в Ісландії Вігдіс Фіннбогадоттір, а в 2005 році Джордж Веа у впертій боротьбі поступився на аналогічних виборах в Ліберії Елен Джонсон-Серліф. Причому, в обох випадках мова йшла про колишніх нападників італійського «Мілана» і найперших жінок-президентів, відповідно, в Європі та Африці. Втім Веа все ж вдалося стати президентом своєї країни у 2018 році.
На парламентських виборах, що відбулися 29 жовтня 2011 року, Кай Лео Йоганнесен отримав 1979 голосів виборців, що є найвищим особистим результатом в історії, досягнутим яким-небудь кандидатом в парламенті Фарерських островів.
15 вересня  2015 року Йоганнесена змінив на посту прем'єр-міністра його однофамілець, лідер соціал-демократів Аксель Йоганнесен, також колишній футболіст (тим самим Фарерські острови стали першою країною в світі, яку очолюють два футболіста поспіль). При цьому він побив і рекорд попередника за кількістю голосів виборців, набравши на чергових виборах 2405 голосів. На цих же виборах Кай Лео Йоганнесен отримав лише 603 голоси.